# Zinaida Portnova
Zinaida Martynovna Portnova, chamada apenas de Zina Portnova (em russo:  Зинаида Мартыновна Портнова, Зина Портнова; Leningrado, 20 de fevereiro de 1926 - Polatsk, 15 de janeiro de 1944) foi uma adolescente russa, partisan soviética e Heroína da União Soviética. Conhecida por ter assassinado por envenenamento mais de 100 nazistas. Traído e capturada, acredita-se que ela tenha atirado contra o nazista que a prendeu.

## Biografia
Zinaida nasceu em Leningrado, em 1926, filha de uma família bielorrussa da classe trabalhadora. Seu pai trabalhava na Fábrica Kirov. Quando estava na 7ª série da 385ª escola de Leningrado, em 1941, ela se mudou para a casa da avó na região de Viciebsk. Pouco depois, os nazistas invadiram a União Soviética com a deflagração da Operação Barbarossa. Em um incidente envolvendo tropas nazistas, sua avó foi ferida na cabeça e seu gado foi confiscado, fazendo Zinaida odiar os alemães a partir daí.
Em 1942, Zinaida entrou no movimento de resistência bielorrusso, tornando-se membro da organização clandestina da Komsomol em Obol, chamando-se de "Jovens Vingadores". Começou distribuindo panfletos de propaganda soviética na Bielorrússia ocupada, conseguindo armas e as escondendo para os soldados soviéticos e dando informações sobre a movimentação das tropas nazistas. Assim que aprendeu a usar armas e explosivos com os membros mais velhos do grupo, Zinaida participou de várias ações de sabotagem estações de energia, fábricas e tubulações de água. Seus atos pode ter matado mais de 100 soldados nazistas.
Em 1943, Zinaida começou a trabalhar como ajudante de cozinha em Obol. Em agosto, ela envenenou a comida que deveria ser enviada para alimentar a guarnição nazista estacionada na cidade. A desconfiança logo recaiu sobre ela, que alegou inocência e até provou a comida na frente dos soldados nazistas para provar que não estava envenenada. Como ela não caiu morta, os nazistas a libertaram. Zinaida ficou doente, obviamente, vomitando muito e se recuperando após tomar muito soro de leite para atenuar o veneno.
Como Zinaida não retornou ao trabalho, os alemães perceberam que ela deveria ser cúmplice do envenenamento e passaram a procurá-la. Na tentativa de despistá-los, ela entrou para a unidade partisan de Kliment Voroshilov. Em uma carta enviada aos pais, ela escreveu que junto dos partisans, talvez eles pudessem derrotar os nazistas. Em outubro de 1943, ela se filiou ao Komsomol.
De dezembro de 1943 a janeiro de 1944, Zinaida foi enviada novamente para Obol para se infiltrar na guarnição, descobrir a razão para o fracasso dos Jovens Vingadores em suas ações de sabotagem e então localizar os membros remanescentes. Logo, Zinaida foi capturada. Relatos sobre sua fuga variam de acordo com as testemunhas. Segundo uma delas, o interrogatório da Gestapo aconteceu na vila de Goriany, onde o interrogador teria deixado sua arma sobre a mesa, que ela teria alcançado e atirado nele, matando-o imediatamente. Quando dois soldados alemães entraram na sala depois de ouvir os disparos, eles a fuzilaram. Outra testemunha alega que ela teria tentado correr para a floresta, onde foi capturada perto do rio.
Uma terceira versão diz que o interrogador da Gestapo, em uma explosão de raiva, teria jogado a arma sobre a mesa para ameaçá-la e assim ela pegou a arma e atirou contra ele. Fugindo pela porta, ela teria atirado no guarda no corredor e em outro do lado de fora. Depois de ficar sem munição ao tentar atirar em uma guarda que bloqueava seu acesso à rua, ela foi capturada.

## Morte
Depois de sua captura, Zinaida foi torturada em busca de informações dos partisans. Ela depois foi levada para a floresta e executada ou morta sob tortura em 15 de janeiro de 1944.

## Legado
Em 1 de julho de 1958, Zinaida foi declarada, postumamente, uma Heroína da União Soviética pelo Presidium do Soviete Supremo da União Soviética. Foi também condecorada com a Ordem de Lênin. Em 1969, a vila de Zuya ganhou uma placa comemorativa em sua homenagem. Vários grupos de jovens pioneiros do partido foram criados em honra ao seu legado. Várias escolas e times estudantis foram nomeados em sua homenagem, bem como o museu do Komsomol e uma escola em São Petersburgo. Existem monumentos seus em Minsk e na vila de Obol.